# Halecium bithecum
Halecium bithecum is een hydroïdpoliep uit de familie Haleciidae. De poliep komt uit het geslacht Halecium. Halecium bithecum werd in 2005 voor het eerst wetenschappelijk beschreven door Watson. 